# Marcel Hansen
Pour les articles homonymes, voir Hansen.
Marcel Hansen est un gymnaste belge.

## Biographie
Marcel Hansen fait partie de l'équipe de Belgique qui remporte la médaille de bronze en système suédois par équipes aux Jeux olympiques d'été de 1920 se tenant à Anvers.